# Mistrzostwa Świata w Pływaniu na krótkim basenie 2016 – sztafeta mieszana 4 × 50 m stylem zmiennym
Sztafeta mieszana 4 × 50 m stylem zmiennym – jedna z konkurencji, które odbyły się podczas Mistrzostw Świata w Pływaniu na krótkim basenie 2016. Eliminacje i finał miały miejsce 8 grudnia.
Mistrzami świata zostali Amerykanie, którzy pobili w finale rekord mistrzostw (1:37,22), słabszy od rekordu świata o zaledwie 0,05 s. Srebrny medal zdobyła reprezentacja Brazylii, uzyskawszy czas 1:37,74. Brąz wywalczyli Japończycy (1:38,45).

## Rekordy
Przed zawodami rekordy świata i mistrzostw wyglądały następująco:
| Rekord                   | Reprezentacja | Czas    | Miejsce | Data            |
| ------------------------ | --- | ------- | ------- | --------------- |
| Rekord świata            | Stany Zjednoczone · Eugene Godsoe (22,88) · Kevin Cordes (25,40) · Claire Donahue (25,28) · Simone Manuel (23,61)     | 1:37,17 | Glasgow | 21 grudnia 2013 |
| Rekord mistrzostw świata | Brazylia · Etiene Medeiros (25,83) · Felipe França Silva (25,45) · Nicholas Santos (21,81) · Larissa Oliveira (24,17) | 1:37,26 | Doha    | 4 grudnia 2014  |

W trakcie zawodów ustanowiono następujące rekordy:
| Data      | Etap konkurencji | Reprezentacja                                                                                                   | Czas    | Rekord |
| --------- | ---------------- | --- | ------- | ------ |
| 8 grudnia | finał            | Stany Zjednoczone · Tom Shields (23,45) · Lilly King (28,74) · Kelsi Worrell (24,59) · Michael Chadwick (20,44) | 1:37,22 | CR     |

## Wyniki

### Eliminacje
Eliminacje rozpoczęły się o 11:53 czasu lokalnego.
| Miejsce | Wyścig | Tor | Państwo           | Zawodnik / Zawodniczka | Czas      | Uwagi |
| ------- | ------ | --- | ----------------- | --- | --------- | ----- |
| 1.      | 2      | 3   | Stany Zjednoczone | Alexandra DeLoof (26,18) Cody Miller (25,82) Matthew Josa (22,71) Mallory Comerford (24,11)                                   | 1:38,82   | Q     |
| 2.      | 3      | 9   | Rosja             | Grigorij Tarasiewicz (23,73) Kiriłł Prigoda (25,75) Swietłana Czimrowa (25,79) Rozalija Nasrietdinowa (24,09)                 | 1:39,36   | Q     |
| 3.      | 3      | 5   | Brazylia          | Etiene Medeiros (26,18) Felipe Lima (25,70) Nicholas Santos (22,57) Larissa Oliveira (25,07)                                  | 1:39,52   | Q     |
| 4.      | 3      | 3   | Kanada            | Javier Acevedo (24,01) Richard Funk (26,38) Katerine Savard (25,63) Michelle Williams (23,61)                                 | 1:39,63   | Q     |
| 5.      | 4      | 3   | Włochy            | Silvia Scalia (27,34) Fabio Scozzoli (26,14) Silvia Di Pietro (25,21) Luca Dotto (21,48)                                      | 1:40,17   | Q     |
| 6.      | 4      | 0   | Chiny             | Xu Jiayu (23,62) Li Xiang (26,40) Zhang Yufei (25,71) Tang Yuting (24,53)                                                     | 1:40,26   | Q     |
| 7.      | 2      | 6   | Japonia           | Emi Moronuki (27,08) Yoshiki Yamanaka (26,48) Takeshi Kawamoto (22,38) Sayuki Ouchi (24,53)                                   | 1:40,47   | Q     |
| 8.      | 1      | 6   | Szwecja           | Jesper Björk (24,27) Johannes Skagius (25,95) Sara Junevik (25,60) Ida Lindborg (24,67)                                       | 1:40,49   | Q     |
| 9.      | 1      | 5   | Białoruś          | Alaksandra Hierasimienia (26,87) Ilja Szymanowicz (26,76) Jauhien Curkin (22,71) Julija Chitra (24,18)                        | 1:40,52   |       |
| 10.     | 3      | 4   | Finlandia         | Fanny Teijonsalo (28,02) Jenna Laukkanen (29,65) Riku Pöytäkivi (22,85) Ari-Pekka Liukkonen (21,01)                           | 1:41,53   |       |
| 11.     | 1      | 4   | Czechy            | Tomáš Franta (24,37) Petr Bartůněk (26,85) Lucie Svěcená (25,86) Barbora Seemanová (24,92)                                    | 1:42,00   |       |
| 12.     | 2      | 5   | Francja           | Thomas Avetand (24,45) Solene Gallego (30,90) Yonel Govindin (23,89) Anna Santamans (23,71)                                   | 1:42,95   |       |
| 13.     | 2      | 1   | Południowa Afryka | Mariella Venter (28,35) Giulio Zorzi (25,74) Alard Basson (24,39) Tayla Lovemore (24,88)                                      | 1:43,36   |       |
| 14.     | 4      | 5   | Szwajcaria        | Jérémy Desplanches (25,42) Martin Schweizer (26,57) Martina van Berkel (27,55) Maria Ugolkova (24,22)                         | 1:43,76   |       |
| 15.     | 4      | 1   | Łotwa             | Kristina Steina (28,46) Nikolajs Maskaļenko (26,40) Gabriela Ņikitina (26,96) Uvis Kalniņš (21,97)                            | 1:43,79   |       |
| 16.     | 3      | 6   | Islandia          | David Adalsteinsson (25,15) Hrafnhildur Lúthersdóttir (30,00) Bryndis Hansen (26,17) Aron Örn Stefánsson (22,52)              | 1:43,84   |       |
| 17.     | 4      | 8   | Argentyna         | Gaston Hernandez (24,97) Macarena Ceballos (30,88) Marcos Barale (23,54) Andrea Berrino (24,61)                               | 1:44,00   |       |
| 18.     | 3      | 7   | Hongkong          | Wong Toto Kwan To (27,96) Wong Chun Yan (27,75) Sze Hang Yu (26,19) Cheung Kin Tat Kent (22,11)                               | 1:44,01   |       |
| 19.     | 1      | 3   | Paragwaj          | Charles Hockin (24,15) Renato Prono (26,34) Nicole Rautemberg (28,12) Karen Riveros (25,94)                                   | 1:44,55   |       |
| 20.     | 2      | 9   | Słowacja          | Karolina Hajkova (28,97) Marek Botik (26,70) Barbora Mišendová (26,96) Vladimír Štefánik (22,50)                              | 1:45,13   |       |
| 21.     | 3      | 2   | Singapur          | Francis Fong (25,88) Lionel Khoo (27,21) Marina Chan (27,02) Amanda Lim (25,59)                                               | 1:45,70   |       |
| 22.     | 3      | 1   | Makau             | Ngou Pok Man (26,29) Chao Man Hou (26,86) Tan Chi Yan (29,09) Lei On Kei (26,25)                                              | 1:48,49   |       |
| 23.     | 2      | 2   | Zambia            | Jade Howard (30,08) Alex Axiotis (29,32) Ralph Goveia (24,20) Tilka Paljk (26,41)                                             | 1:50,01   |       |
| 24.     | 2      | 7   | Kenia             | Steven Maina (27,47) Rebecca Kamau (32,60) Issa Mohamed (25,10) Sylvia Brunlehner (26,00)                                     | 1:51,17   |       |
| 25.     | 4      | 6   | Seszele           | Alexus Laird (29,94) Samuele Rossi (30,04) Felicity Passon (27,47) Dean Hoffman (24,06)                                       | 1:51,51   |       |
| 26.     | 3      | 8   | Panama            | Hernan Gonzalez Medina (26,62) Jeancarlo Calderon Harper (30,57) Ireyra Tamayo Periñan (29,32) Catharine Cooper Gomez (26,40) | 1:52,91   |       |
| 27.     | 3      | 0   | Dominikana        | Jhonny Perez (27,37) Marc Rojas (29,15) Mariel Mencia (29,92) Arianna Sanna (26,60)                                           | 1:53,04   |       |
| 28.     | 4      | 9   | Angola            | João Matias (27,14) Pedro Pinotes (29,32) Ana Nóbrega (29,12) Yara Lima (27,96)                                               | 1:53,34   |       |
| 29.     | 4      | 2   | Honduras          | Maeform Borriello (30,70) Marco Flores (30,38) George Jabbour (25,58) Sara Pastrana (27,11)                                   | 1:53,77   |       |
| 30.     | 4      | 4   | Curaçao           | Adrian Hoek (27,42) Rainier Rafaela (29,51) Chade Nersicio (29,07) Tiareth Cijntje (27,99)                                    | 1:53,99   |       |
| 31.     | 2      | 4   | Albania           | Kennet Libohova (29,35) Deni Baholli (30,67) Diana Basho (33,36) Alesia Neziri (29,45)                                        | 2:02,83   |       |
| 32. !   | 2      | 0   | Fidżi             | | 9:99,99 ! | DNS   |
| 32. !   | 2      | 8   | Węgry             | | 9:99,99 ! | DNS   |
| 32. !   | 4      | 7   | Wenezuela         | | 9:99,99 ! | DNS   |

### Finał
Finał odbył się o 20:20 czasu lokalnego.
| Miejsce | Tor | Państwo           | Zawodnik / Zawodniczka                                                                                    | Czas      | Uwagi |
| ------- | --- | ----------------- | --- | --------- | ----- |
| 1. !    | 4   | Stany Zjednoczone | Tom Shields (23,45) Lilly King (28,74) Kelsi Worrell (24,59) Michael Chadwick (20,44)                     | 1:37,22   | CR    |
| 2. !    | 3   | Brazylia          | Etiene Medeiros (25,93) Felipe Lima (25,46) Nicholas Santos (21,93) Larissa Oliveira (24,42)              | 1:37,74   |       |
| 3. !    | 1   | Japonia           | Junya Koga (22,74) · Yoshiki Yamanaka (26,48) · Rikako Ikee (24,89) · Sayuki Ouchi (24,34)                | 1:38,45   |       |
| 4.      | 7   | Chiny             | Xu Jiayu (23,35) Yan Zibei (26,13) Zhang Yufei (25,51) Zhu Menghui (23,94)                                | 1:38,93   |       |
| 5.      | 6   | Kanada            | Javier Acevedo (23,58) Richard Funk (26,31) Katerine Savard (25,42) Michelle Williams (23,67)             | 1:38,98   |       |
| 6.      | 5   | Rosja             | Andriej Szabasow (23,61) Kiriłł Prigoda (25,63) Swietłana Czimrowa (25,80) Rozalija Nasrietdinowa (24,07) | 1:39,11   |       |
| 7.      | 8   | Szwecja           | Jesper Björk (24,41) Johannes Skagius (25,69) Sara Junevik (25,78) Ida Lindborg (24,63)                   | 1:40,51   |       |
| 8. !    | 2   | Włochy            | Silvia Scalia (27,31) Fabio Scozzoli (25,63) Silvia Di Pietro (25,05) Luca Dotto (DSQ)                    | 9:99,99 ! | DSQ   |